# Survivor: Все звёзды
Survivor: Все звезды — восьмой сезон американского реалити-шоу Survivor. Съемки проходили в 2003 году, а премьера на канале CBS состоялась 1 февраля 2004 года. В качестве места проведения снова были выбраны Жемчужные острова, недалеко от побережья Панамы, где проходили съемки предыдущего сезона Survivor: Жемчужные острова. Главный приз — $1 000 000 — получила Эмбер Бркич, победившая в финале Роба Мариано со счетом 4-3. Кроме того, во время финального шоу организаторы вручили второй приз в $1 000 000 — по итогам зрительских симпатий — Руперту Боунхэму.
В восьмом сезоне в игру вернулись самые интересные и заметные участники из предыдущих сезонов, именно поэтому он был озаглавлен «Все звезды».
Впервые участники были поделены на три племени: Чапера, Мого Мого и Сабога. Впоследствии племя Сабога было расформировано, а его оставшиеся участники были поделены между двумя оставшимися племенами. После объединения образовалось племя Чабога Мого.
Двое участников покинули игру по собственной воле. Дженна Мораска была вынуждена вернуться домой к умирающей матери, а Сьюзан Хоук покинула шоу после того, как во время состязания один из участников (и бывший соратник по альянсу в первом сезоне Survivor: Борнео) Ричард Хэтч, соревновавшийся обнаженным, случайно дотронулся до неё, что было воспринято ей как сексуальное домогательство.
Перед объявлением победителя в прямом эфире финалист шоу Роб Мариано предложил другой финалистке (впоследствии – победительнице) Эмбер Бркич выйти за него замуж, и она согласилась.
Во время итогового шоу Эмбер Бркич – уже в ранге победителя – подарила выигранный ею ранее в состязании автомобиль другой участнице Ши Анн Хуанг.
Также во время итогового шоу одна из участниц – Джерри Мэнти – покинула студию во время рекламного перерыва из-за того, что зрители её освистали.

## Отказы от участия
Продюсер шоу Марк Бернетт подтвердил в интервью, что две участницы отклонили предложение принять участие во «всезведном» сезоне. Элизабет Филарски получила работу в качестве ведущей ток-шоу, а Коллин Хаскелл заявила, что «не хочет испытать это снова».
Победительница предыдущего сезона Сандра Диаз-Твайн в интервью также заявила, что не примет участие в сезоне из-за курса лечения, которое потребовалось после жизни на островах.
По слухам в сезоне планировалось участие победителя пятого сезона Survivor: Таиланд Брайана Хейдика, но он поставил условие, по которому он вне зависимости от занятого места получит определённый гонорар, что было отклонено продюсерами.
Дженна Мораска в интервью сообщила, что её подруга по шестому сезону Survivor: Амазонка Хайди Стробел также отклонила приглашение.

## Участники
| Участник                                                                    | Первоначальное племя | Поглощение | Смешанные племена | Объединенное племя | Выбыл                                     | Всего голосов |
| --------------------------------------------------------------------------- | -------------------- | ---------- | ----------------- | ------------------ | ----------------------------------------- | ------------- |
| Алиша Калавэй 35, Персональный тренер Survivor: Австралия                   | Чапера               | Чапера     | Мого Мого         | Чабога Мого        | Выбыла двенадцатой 3-й член жюри День 30  | 7             |
| Дженна Льюис 26, Актриса Survivor: Борнео                                   | Сабога               | Чапера     | Мого Мого         | Чабога Мого        | Выбыла шестнадцатой 7-й член жюри День 38 | 4             |
| Дженна Мораска1 22, Модель Survivor: Амазонка                               | Мого Мого            |            |                   |                    | Выбыла третьей День 9                     | 0             |
| Джерри Мэнти 33, Актриса Survivor: Австралия                                | Сабога               | Мого Мого  | Чапера            |                    | Выбыла девятой День 24                    | 7             |
| Итан Зон 30, Футболист Survivor: Африка                                     | Сабога               | Мого Мого  |                   |                    | Выбыл восьмым День 21                     | 6             |
| Колби Доналдсон 29, Актёр Survivor: Австралия                               | Мого Мого            | Мого Мого  |                   |                    | Выбыл седьмым День 19                     | 4             |
| Кэти Ваврик-О’Брайен 49, Агент по недвижимости Survivor: Маркизские острова | Мого Мого            | Мого Мого  | Чапера            | Чабога Мого        | Выбыла одиннадцатой 2-й член жюри День 28 | 6             |
| Лекс Ван Дер Берг 40, Менеджер по маркетингу Survivor: Африка               | Мого Мого            | Мого Мого  | Чапера            | Чабога Мого        | Выбыл десятым 1-й член жюри День 27       | 7             |
| Ричард Хэтч 42, Корпоративный консультант Survivor: Борнео                  | Мого Мого            | Мого Мого  |                   |                    | Выбыл пятым День 15                       | 6             |
| Роб Мариано 27, Строитель Survivor: Маркизские острова                      | Чапера               | Чапера     | Мого Мого         | Чабога Мого        | Финалист                                  | 1             |
| Роб Сестернино 25, Координатор проектов Survivor: Амазонка                  | Чапера               |            |                   |                    | Выбыл четвёртым День 12                   | 5             |
| Руди Бёш 75, Бывший морской пехотинец Survivor: Борнео                      | Сабога               |            |                   |                    | Выбыл вторым День 6                       | 3             |
| Руперт Боунхэм 39, Социальный работник Survivor: Жемчужные острова          | Сабога               | Чапера     | Мого Мого         | Чабога Мого        | Выбыл пятнадцатым 6-й член жюри День 37   | 4             |
| Сьюзан Хоук2 42, Водитель грузовика Survivor: Борнео                        | Чапера               | Чапера     |                   |                    | Выбыла шестой День 17                     | 0             |
| Тина Вессон 42, Медсестра Survivor: Австралия                               | Сабога               |            |                   |                    | Выбыла первой День 3                      | 4             |
| Том Бьюканан 48, Фермер Survivor: Африка                                    | Чапера               | Чапера     | Мого Мого         | Чабога Мого        | Выбыл четырнадцатым 5-й член жюри День 36 | 4             |
| Ши Анн Хуанг 29, Рекрутер Survivor: Таиланд                                 | Мого Мого            | Мого Мого  | Чапера            | Чабога Мого        | Выбыл тринадцатой 4-й член жюри День 33   | 5             |
| Эмбер Бркич 25, Актриса Survivor: Австралия                                 | Чапера               | Чапера     | Чапера            | Чабога Мого        | Победитель                                | 6             |

↑  1) Дженна покинула игру самостоятельно, чтобы ухаживать за умирающей матерью.
↑  2) Сьюзан покинула игру самостоятельно из-за сексуального скандала на состязании.

## История голосования
|            | Первоначальные племена | Первоначальные племена | Первоначальные племена | Первоначальные племена | Поглощение         | Поглощение           | Поглощение        | Поглощение       |                    | Объединенное племя | Объединенное племя | Объединенное племя | Объединенное племя | Объединенное племя | Объединенное племя | Объединенное племя | Объединенное племя | Объединенное племя |
| ---------- | ---------------------- | ---------------------- | ---------------------- | ---------------------- | ------------------ | -------------------- | ----------------- | ---------------- | ------------------ | ------------------ | ------------------ | ------------------ | ------------------ | ------------------ | ------------------ | ------------------ | ------------------ | ------------------ |
| # эпизода: | 1                      | 2                      | 3                      | 4                      | 5                  | 6                    | 7                 | 8                | 9                  | 10                 | 11                 | 12                 | 13                 | 14                 | Финал              | Финал              | Финал              | Финал              |
| Исключен:  | Тина 4/6 голосов       | Руди 3/5 голосов       | Дженна М 3 Нет голосов | Роб С 5/6 голосов      | Ричард 6/7 голосов | Сьюзан 4 Нет голосов | Колби 3/5 голосов | Итан 4/5 голосов | Джерри 4/5 голосов | Лекс 7/9 голосов   | Кэти 6/8 голосов   | Алиша 6/7 голосов  | Ши Анн 5/6 голосов | Том 4/5 голосов    | Руперт 3/4 голосов | Дженна Л 1 голос   | Роб М 3/7 голосов  | Эмбер 4/7 голосов  |
|            |                        |                        |                        |                        |                    |                      |                   |                  |                    |                    |                    |                    |                    |                    |                    |                    |                    |                    |
| Алиша      |                        |                        |                        | Роб С                  |                    |                      |                   |                  |                    | Лекс               | Кэти               | Руперт             |                    |                    |                    |                    |                    | Эмбер              |
| Роб М      |                        |                        |                        | Роб С                  |                    |                      |                   |                  |                    | Лекс               | Кэти               | Алиша              | Ши Анн             | Том                | Руперт             | Дженна Л           | Финалист           | Финалист           |
| Роб С      |                        |                        |                        | Алиша                  |                    |                      |                   |                  |                    |                    |                    |                    |                    |                    |                    |                    |                    |                    |
| Сьюзан     |                        |                        |                        | Роб С                  |                    |                      |                   |                  |                    |                    |                    |                    |                    |                    |                    |                    |                    |                    |
| Том        |                        |                        |                        | Роб С                  |                    |                      |                   |                  |                    | Лекс               | Кэти               | Алиша              | Ши Анн             | Дженна Л           |                    |                    |                    | Эмбер              |
| Эмбер      |                        |                        |                        | Роб С                  |                    |                      |                   |                  | Джерри             | Лекс               | Кэти               | Алиша              | Ши Анн             | Том                | Руперт             |                    | Победитель         | Победитель         |
| Дженна Л   | Тина                   | Руди                   |                        |                        |                    |                      |                   |                  |                    | Лекс               | Кэти               | Алиша              | Ши Анн             | Том                | Руперт             |                    | Роб М              |                    |
| Джерри     | Тина                   | Руди                   |                        |                        | Ричард             |                      | Колби             | Итан             | Эмбер              |                    |                    |                    |                    |                    |                    |                    |                    |                    |
| Итан       | Дженна Л               | Руди                   |                        |                        | Ричард             |                      | Джерри            | Джерри           |                    |                    |                    |                    |                    |                    |                    |                    |                    |                    |
| Руди       | Тина                   | Итан                   |                        |                        |                    |                      |                   |                  |                    |                    |                    |                    |                    |                    |                    |                    |                    |                    |
| Руперт     | Тина                   | Итан                   |                        |                        |                    |                      |                   |                  |                    | Лекс               | Кэти               | Алиша              | Ши Анн             | Том                | Роб М              |                    | Роб М              |                    |
| Тина       | Дженна Л               |                        |                        |                        |                    |                      |                   |                  |                    |                    |                    |                    |                    |                    |                    |                    |                    |                    |
| Дженна М   |                        |                        |                        |                        |                    |                      |                   |                  |                    |                    |                    |                    |                    |                    |                    |                    |                    |                    |
| Колби      |                        |                        |                        |                        | Ричард             |                      | Джерри            |                  |                    |                    |                    |                    |                    |                    |                    |                    |                    |                    |
| Кэти       |                        |                        |                        |                        | Ричард             |                      | Похищена5         | Итан             | Джерри             | Эмбер              | Эмбер              |                    |                    |                    |                    |                    | Роб М              |                    |
| Лекс       |                        |                        |                        |                        | Ричард             |                      | Колби             | Итан             | Джерри             | Эмбер              |                    |                    |                    |                    |                    |                    |                    | Эмбер              |
| Ричард     |                        |                        |                        |                        | Колби              |                      |                   |                  |                    |                    |                    |                    |                    |                    |                    |                    |                    |                    |
| Ши Анн     |                        |                        |                        |                        | Ричард             |                      | Колби             | Итан             | Джерри             | Лекс               | Эмбер              | Алиша              | Эмбер              |                    |                    |                    |                    | Эмбер              |

↑  3) Совет Племени не состоялся, потому что Дженна покинула игру, чтобы ухаживать за умирающей матерью.
↑  4) После того, как во время одного из состязаний Сьюзан показалось, что один из участников Ричард Хэтч дотронулся до неё своими интимными частями тела, она покинула игру. В результате Совет Племени не состоялся.
↑  5) После победы племени Чапера в состязании, им было разрешено спасти одного из участников проигравшего племени от голосования и «похитить» его на время Совета Племени. Чапера выбрали Кэти.